# Tufandağ
 Il Tufandağ è una montagna dell'Azerbaigian. Si trova nel territorio del distretto di Quba. 
Si trova nella catena del Gran Caucaso e ha un'altezza di 4 191 m. Secondo la gente del posto, il nome è spesso associato a forti venti, bufere di neve e tempeste.